# Liste der Kirchengebäude im Dekanat Freising
Die Liste der Kirchengebäude im Dekanat Freising listet die Kirchengebäude im Dekanat Freising im Erzbistum München und Freising, welches 2024 aus dem vorherigen Dekanat Freising (alt), dem Dekanat Moosburg, dem Dekanat Scheyern und dem Dekanat Weihenstephan gebildet wurde.

## Liste
| Bild | Pfarrkirche                                | Ort                        | Filialkirchen | Anmerkungen                                       |
| ---- | ------------------------------------------ | -------------------------- | --- | ------------------------------------------------- |
|      | Pfarrkirche Mariä Geburt                   | Abens                      | - St. Nikolaus, Piedendorf | Pfarrverband Holledau                             |
|      | Pfarrkirche St. Josef                      | Allershausen               | - Filialkirche St. Peter und Paul in Unterkienberg - Filialkirche St. Leonhard in Leonhardsbuch - Filialkirche St. Brictius in Aiterbach | Pfarrverband Allershausen                         |
|      | Pfarrkirche St. Johannes Baptist           | Attenkirchen               | - St. Jakobus der Ältere, Aiglsdorf - St. Petrus u. Paulus, Hettenkirchen - Heilig-Kreuz, Wimpasing | Pfarrverband Holledau                             |
|      | Pfarrkirche St. Andreas                    | Eching                     | - St. Johannes, Dietersheim |                                                   |
|      | Pfarrkirche Mariä Himmelfahrt              | Förnbach                   | | Pfarrverband Schweitenkirchen                     |
|      | Freisinger Dom St. Maria und St. Korbinian | Freising                   | | Konkathedrale des Erzbistums München und Freising |
|      | Pfarrkirche St. Georg                      | Freising                   | - Heiliggeistkirche, Freising - Pallottinerkirche, Freising - Klosterkirche St. Klara, Freising - Friedhofskirche St. Maria, Freising | Stadtkirche Freising                              |
|      | Pfarrkirche St. Peter und Paul             | Freising                   | - Wieskirche, Freising | Stadtkirche Freising                              |
|      | Pfarrkirche St. Lantpert                   | Freising-Lerchenfeld       | | Stadtkirche Freising                              |
|      | Pfarrkirche St. Jakob                      | Freising-Vötting           | - St. Ulrich, Hohenbachern | Stadtkirche Freising                              |
|      | Pfarrkirche St. Stephanus                  | Fürholzen                  | - Filialkirche St. Franz Xaver in Deutenhausen - Filialkirche St. Laurentius in Günzenhausen - Filialkirche St. Martin in Hetzenhausen | Pfarrverband Massenhausen                         |
|      | Pfarrkirche St. Vitus                      | Gammelsdorf                | - Filialkirche St. Georg in Gelbersdorf - Filialkirche St. Katharina in Katharinazell | Pfarrverband Hörgertshausen-Gammelsdorf           |
|      | Pfarrkirche St. Andreas                    | Gerolsbach                 | - Filialkirche St. Maria Magdalena in Eisenhut | Solidarpfarreien Scheyern                         |
|      | Pfarrkirche St. Nikolaus                   | Gremertshausen             | - Filialkirche St. Jakobus d. Ä. in Gesseltshausen | Pfarrverband Massenhausen                         |
|      | Pfarrkirche St. Laurentius                 | Haag an der Amper          | - Filialkirche St. Stephanus in Untermarchenbach | Pfarrverband Zolling                              |
|      | Pfarrkirche St. Laurentius                 | Haindlfing                 | | Stadtkirche Freising                              |
|      | Pfarrkirche St. Theresia                   | Hallbergmoos               | | Pfarrverband Hallbergmoos-Goldach                 |
|      | Pfarrkirche St. Johannes der Täufer        | Hettenshausen              | | Pfarrverband Ilmmünster                           |
|      | Pfarrkirche Mariä Heimsuchung              | Hirschenhausen             | - Filialkirche in Garbertshausen | Betreut durch Kloster Scheyern                    |
|      | Pfarrkirche St. Jakobus der Ältere         | Hörgertshausen             | - Wallfahrtskirche St. Alban in St. Alban - Filialkirche St. Silvester in Airischwand | Pfarrverband Hörgertshausen-Gammelsdorf           |
|      | Pfarrkirche St. Margaret                   | Hohenbercha                | - Filialkirche St. Laurentius in Thurnsberg | Pfarrverband Kranzberg                            |
|      | Pfarrkirche St. Johannes Evangelist        | Hohenkammer                | - Filialkirche St. Margaretha in Herschenhofen - Filialkirche St. Sylvester in Schlipps - Filialkirche St. Ulrich in Mühldorf - Filialkirche Heilig Geist in Mittermarbach - Filialkirche St. Stephanus in Eglhausen - Filialkirche St. Georg in Pelka - Filialkirche St. Valentin in Niernsdorf                                   | Pfarrverband Allershausen                         |
|      | Pfarrkirche St. Arsatius                   | Ilmmünster                 | - Filialkirche St. Peter und Paul in Ilmried - Wallfahrtskirche Herrnrast, geweiht dem Hl. Pankratius - Kirche St. Christophorus in Entrischenbrunn | Pfarrverband Ilmmünster                           |
|      | Pfarrkirche St. Martin                     | Bergen                     | - Filialkirche Mariä Heimsuchung, Feldkirchen - Filialkirche St. Michael, Inkofen - Filialkirche St. Aegidius, Kirchamper - Filialkirche St. Agatha, Mittermarchenbach | Pfarrverband Zolling                              |
|      | Pfarrkirche St. Johannes                   | Jetzendorf                 | - Filialkirche St. Vitus in Volkersdorf | Pfarrverband Jetzendorf - Steinkirchen            |
|      | Pfarrkirche St. Martin                     | Kirchdorf an der Amper     | - Filialkirche St. Georg in Palzing - Kapelle (Geierlambach) - Kapelle St. Sebald (Helfenbrunn) - Filialkirche St. Pankratius in Hirschbach - Filialkirche St. Katharina in Nörting | Pfarrverband Allershausen                         |
|      | Pfarrkirche St. Quirin                     | Kranzberg                  | - Filialkirche St. Ottilia in Kühnhausen - Filialkirche St. Peter und Paul in Tünzhausen | Pfarrverband Kranzberg                            |
|      | Pfarrkirche St. Nikolaus v.d. Flüe         | Langenbach                 | - St. Nikolaus von Myra (alte Pfarrkirche) - Wallfahrtskirche Maria Rast in Rast - Filialkirche Pauli Bekehrung in Kleinviecht - Filialkirche St. Philippus und Jakobus in Hangenham | Pfarrverband Langenbach-Oberhummel                |
|      | Pfarrkirche St. Margaretha                 | Margarethenried            | - Filialkirche St. Peter und Paul in Peterswahl - Filialkirche St. Stephan in Sielstetten | Pfarrverband Hörgertshausen-Gammelsdorf           |
|      | Pfarrkirche St. Martin                     | Marzling                   | - St. Valentin in Altenhausen - St. Stephanus in Großenviecht - Filial- und Wallfahrtskirche St. Maria in Rudlfing | Stadtkirche Freising                              |
|      | Pfarrkirche Mariä Heimsuchung              | Massenhausen               | - Filialkirche St. Stephanus in Giggenhausen | Pfarrverband Massenhausen                         |
|      | Pfarrkirche St. Johannes der Täufer        | Mauern                     | - Filialkirche St. Ulrich in Dürnseiboldsdorf - Filialkirche Hl. Kreuzauffindung in Enghausen - Filialkirche St. Michael in Schwarzersdorf | Pfarrverband Mauern                               |
|      | Pfarrkirche St. Kastulus                   | Moosburg                   | - Katholische Nebenkirche St. Johannes (Moosburg a. d. Isar) - Katholische Nebenkirche St. Pius (Moosburg a. d. Isar) - Katholische Nebenkirche Friedhofskirche St. Michael (Moosburg a. d. Isar) - Kapelle St. Anna (Moosburg a. d. Isar) - Kapelle St. Josef (Moosburg a. d. Isar) - Kapelle Bruder Konrad (Moosburg a. d. Isar) | Pfarrverband Moosburg-Pfrombach                   |
|      | Pfarrkirche St. Martin                     | Nandlstadt                 | - Filialkirche St. Leonhard in Figlsdorf | Pfarrverband Holledau                             |
|      | Pfarrkirche St. Franziskus v. Assisi       | Neufahrn                   | - Filialkirche Sankt Margareth in Mintraching - Alte Pfarr- und Wallfahrtskirche Sankt Wilgefortis - Antonius-Kapelle |                                                   |
|      | Pfarrkirche St. Georg                      | Oberappersdorf             | - Filialkirche St. Valentin in Gerlhausen - Filialkirche Hl. Kreuz in Obermarchenbach | Pfarrverband Zolling                              |
|      | Pfarrkirche St. Georg                      | Oberhummel                 | - Filialkirche St. Andreas in Niederhummel - Filialkirche St. Jakobus der Ältere in Gaden | Pfarrverband Langenbach-Oberhummel                |
|      | Pfarrkirche St. Stephanus                  | Paunzhausen                | - Filialkirche Mariä Himmelfahrt in Johanneck - Filialkirche Heiligste Dreifaltigkeit in Walterskirchen | Pfarrverband Schweitenkirchen                     |
|      | Pfarrkirche St. Margaretha                 | Pfrombach                  | - Filialkirche St. Georg in Aich | Pfarrverband Moosburg-Pfrombach                   |
|      | Pfarrkirche St. Johann Baptist             | Priel                      | - Hl. Kreuzauffindung in Enghausen - Filialkirche St. Jakobus der Ältere in Willersdorf | Pfarrverband Hörgertshausen-Gammelsdorf           |
|      | Pfarrkirche St. Ulrich                     | Pulling                    | - Filialkirche St. Peter und Paul | Stadtkirche Freising                              |
|      | Pfarrkirche St. Stephan                    | Reichertshausen an der Ilm | - Filialkirche St. Nikolaus in Paindorf - Filialkirche St. Martin in Ilmberg | Pfarrverband Ilmmünster                           |
|      | Pfarrkirche St. Stephanus                  | Reichertshausen            | - Filialkirche St. Lantbert in Pfettrach | Pfarrverband Holledau                             |
|      | Heilig Kreuz und Mariä Himmelfahrt         | Scheyern                   | - Benediktinerabtei Scheyern | Solidarpfarreien Scheyern                         |
|      | Pfarrkirche St. Petrus Ap.                 | Schweinersdorf             | - Filialkirche St. Petrus in Scheckenhofen - Filialkirche St. Johannes der Täufer in Altfalterbach - Filialkirche St. Sixtus in Sixthaselbach - Nebenkirche St. Jakobus der Ältere in Inzkofen | Pfarrverband Mauern                               |
|      | Pfarrkirche St. Johannes der Täufer        | Schweitenkirchen           | - Filialkirche St. Markus in Hirschhausen - Filialkirche St. Peter in Frickendorf | Pfarrverband Schweitenkirchen                     |
|      | Pfarrkirche St. Anna                       | Steinkirchen an der Ilm    | - Filialkirche St. Michael in Pischelsdorf | Pfarrverband Jetzendorf - Steinkirchen            |
|      | Pfarrkirche St. Georg                      | Sünzhausen                 | | Pfarrverband Massenhausen                         |
|      | Pfarrkirche St. Laurentius                 | Volkmannsdorf              | - Filialkirche St. Johannes der Täufer in Wang - Nebenkirche Schlosskapelle St. Georg Isareck | Pfarrverband Mauern                               |
|      | Pfarrkirche St. Nikolaus                   | Wippenhausen               | - Filialkirche St. Clemens in Oberberghausen - Filialkirche St. Georg in Burghausen | Pfarrverband Kranzberg                            |
|      | Pfarrkirche St. Petrus                     | Wolfersdorf                | - Apostel Thomas, Berghaselbach - St. Leonhard, Jägersdorf - St. Jakobus der Ältere, Oberhaindlfing - St. Koloman, Thonhausen | Pfarrverband Holledau                             |
|      | Pfarrkirche St. Johannes Baptist           | Zolling                    | - Filial- und Wallfahrtskirche Sankt Ulrich in Thann - Filialkirche Sankt Jakobus in Oberzolling - Filialkirche Sankt Bartholomäus in Flitzing - Filialkirche St. Stephanus in Hartshausen | Pfarrverband Zolling                              |
|      | Pfarrkirche St. Josef                      | Güntersdorf                | - Filialkirche St. Maria Magdalena in Dietersdorf - Filialkirche St. Peter und Paul in Ampertshausen - Filialkirche St. Nikolaus in Aufham | Pfarrkuratie, Pfarrverband Schweitenkirchen       |
|      | Pfarrkirche Mariä Verkündigung             | Niederscheyern             | | Pfarrkuratie, Solidarpfarreien Scheyern           |
|      | Kirche Herz Jesu                           | Baumarten                  | - St. Michael, Tölzkirchen | Kuratie, Pfarrverband Holledau                    |
|      | Kirche St. Georg                           | Dürnzhausen                | - Filialkirche St. Valentin und St. Martin in Gundelshausen | Kuratie, Pfarrverband Sünzhausen                  |
|      | Kirche Herz Jesu                           | Goldach                    | | Kuratie, Pfarrverband Hallbergmoos-Goldach        |
|      | Kirche St. Johannes Baptist                | Hettenshausen              | | Kuratie, Pfarrverband Ilmmünster                  |
|      | Kirche St. Dionysius                       | Niederthann                | | Kuratie, Pfarrverband Schweitenkirchen            |
|      | Kirche St. Koloman                         | Sünzhausen                 | | Kuratie, Pfarrverband Schweitenkirchen            |
|      | Kirche St. Michael                         | Tüntenhausen               | | Stadtkirche Freising, Kuratie                     |